# Love Actually
Love Actually (en Hispanoamérica, Realmente amor) es una comedia romántica británica de 2003 escrita y dirigida por Richard Curtis. Está protagonizada por un reparto coral de actores británicos reconocidos como Hugh Grant, Colin Firth, Alan Rickman, Emma Thompson, Laura Linney, Keira Knightley, Rowan Atkinson, Liam Neeson, Bill Nighy, Andrew Lincoln, Thomas Brodie-Sangster y Chiwetel Ejiofor entre otros.

## Argumento
Mientras que el nuevo primer ministro británico (Hugh Grant) se enamora de una empleada del personal de servicio de la residencia oficial (Martine McCutcheon), un escritor (Colin Firth) descubre que su novia (Sienna Guillory) le es infiel con su propio hermano y se marcha a Marsella, donde conoce a su nueva asistente (Lúcia Moniz). Mientras que una mujer "felizmente" casada (Emma Thompson) empieza a sospechar que su marido (Alan Rickman) le es infiel con su secretaria (Heike Makatsch), dos dobles de actores porno (Martin Freeman y Joanna Page) entablan una relación muy especial. Mientras una recién casada (Keira Knightley) necesita la ayuda de un amigo (Andrew Lincoln) de su marido Peter (Chiwetel Ejiofor), un padrastro viudo (Liam Neeson) decide ayudar a su hijastro de 12 años Sam (Thomas Brodie-Sangster) a conquistar a la chica más popular de su colegio, Johanna (Olivia Olson). Al mismo tiempo, una ejecutiva (Laura Linney) decide dar el primer paso con otro compañero de trabajo del que lleva tiempo enamorada (Rodrigo Santoro), un viejo rockero (Bill Nighy) prepara su reaparición final de una forma muy peculiar y un joven británico (Kris Marshall) decide viajar a Estados Unidos para conocer a cuantas más mujeres mejor.

## Elenco
Love Actually se caracteriza por tener un elenco coral de grandes estrellas del cine de la época, convirtiéndose en la única película que se dio el lujo de tener a todos estos actores juntos e interactuando entre ellos:
| - Emma Thompson - Karen - Hugh Grant - David - Alan Rickman - Harry - Martine McCutcheon - Natalie - Keira Knightley - Juliet - Colin Firth - Jamie - Lúcia Moniz - Aurélia - Liam Neeson - Daniel - Thomas Brodie-Sangster - Sam - Bill Nighy - Billy Mack - Laura Linney - Sarah - Andrew Lincoln - Mark - Rodrigo Santoro - Karl - Martin Freeman - John - Joanna Page - Judy - Chiwetel Ejiofor - Peter | - Kris Marshall - Colin - Abdul Salis - Tony - Heike Makatsch - Mia - Olivia Olson - Joanna - Billy Bob Thornton - Presidente de Estados Unidos - Rowan Atkinson - Rufus - Claudia Schiffer - Carol - Nina Sosanya - Annie - Ivana Miličević - Stacey - January Jones - Jeannie - Elisha Cuthbert - Carol-Anne - Shannon Elizabeth - Harriet - Denise Richards - Carla - Lulu Popplewell - Daisy - Marcus Brigstocke - Mikey - Julia Davis - Nancy |

## Banda sonora
La música original de la película fue compuesta, orquestada y llevada a cabo por Craig Armstrong.
El álbum con la música de la película estuvo en el Top 40 de los Billboard 200 en los Estados Unidos en 2004 y llegó al n.º 2 en la lista de bandas sonoras. También fue certificado con disco de oro en Australia y México.
Canciones que contiene la banda sonora:
- Portuguese Love Theme - Love Actually
- The Trouble with Love Is de Kelly Clarkson.
- Here with Me de Dido.
- Sweetest Goodbye/Sunday Morning de Maroon 5.
- Turn Me On de Norah Jones.
- Take Me As I Am de Wyclef Jean y Sharissa.
- Songbird de Eva Cassidy.
- Wherever You Will Go de The Calling.
- All I Want for Christmas Is You de Mariah Carey.
- Jump (for My Love) de The Pointer Sisters.
- Both Sides, Now de Joni Mitchell.
- All You Need Is Love de The Beatles.
- God Only Knows de The Beach Boys.
- I'll See It Through de Texas.
- Too Lost In You de Sugababes.
- White Christmas de Otis Redding.
- All alone on Christmas de Darlene Love.
- Love Is All Around de Wet Wet Wet.
- Bye, Bye, Baby (Baby Goodbye) de Bay City Rollers.